# نمونه‌گیری از پرزهای جفتی
نمونه گیری از پرزهای جفتی یا Chorionic villus sampling (CVS)روشی است که در آن پزشک یک لوله باریک را از طریق گردن رحم وارد جفت می کند و یک نمونه کوچک از آن را می گیرد.جفت،اندامی است که مواد غذایی و مواد زائد را بین مادر و جنین انتقال می دهد.سلول های پرز کوریونی(جفتی)ژنوتیپ مشابه با جنین دارند.این سلول ها به اندازه کافی و به سرعت تقسیم می شوند تا بتوان سریعاً(در عرض یک روز یا این حدود) از آن کاریوتیپ تهیه کرد.این آنالیز سریع نسبت به آمنیوسنتز ارجحیت دارد زیرا در آمنیوسنتز سلرول ها باید برای چندین هفته کشت داده شوند تا بتوان از آنها کاریوتیپ تهیه کرد.یک مزیت دیگر CVS این است که می توان آن را از هفته ۱۰-۸ حاملگی به بعد انجام داد.
منبع:زیست شناسی کمپبل